# 매킨토시 스쿨 오브 아키텍처
매킨토시 스쿨 오브 아키텍처(영어: Mackintosh School of Architecture), 줄여서 MSA는 스코틀랜드의 공립 건축 교육기관이다. 글래스고 스쿨 오브 아트의 5개 단과대학 중 한 곳이다.

## 역사
19세기부터 건축가를 양성해오던 GSA는 1968년, 파트타임 교육 프로그램으로만 존재하던 건축학과를 학교의 졸업생인 찰스 레니 매킨토시의 이름을 딴 매킨토시 스쿨 오브 아키텍처로 개편하기에 이른다. 20세기 중반에 MSA가 배출한 주요 졸업생으로는 앤디 맥밀란, 이시 메츠테인, 그리고 가레스 호스킨스가 있다.
영국 왕립 건축가 협회의 공인된 건축 학사(Bachelor of Architecture) 과정과 건축 석사(Master of Architecture) 과정, 건축 디플로마(Diploma in Architecture) 과정 그리고 건축학 박사 과정의 교육을 제공한다.
개편 이후에도 스코틀랜드에서 유일하게 파트타임 건축 교육을 제공하는 교육기관으로 남아있다.